# Estación Trinidad, Guanajuato
Estación Trinidad är en ort i Mexiko.   Den ligger i kommunen León och delstaten Guanajuato, i den centrala delen av landet, 300 km nordväst om huvudstaden Mexico City. Estación Trinidad ligger 1 812 meter över havet och antalet invånare är 328.
Terrängen runt Estación Trinidad är en högslätt. Runt Estación Trinidad är det tätbefolkat, med 257 invånare per kvadratkilometer. Närmaste större samhälle är León de los Aldama, 15,0 km nordväst om Estación Trinidad. Trakten runt Estación Trinidad består till största delen av jordbruksmark.